# Heiner Hofsommer
Heiner Hofsommer (* 20. September 1945 in Friedlos, Hessen; † 10. April 2018 in Offenbach am Main) war ein deutscher Lehrer, Politiker (AfD, früher CDU und BfB), Unternehmensberater und Autor. Er war Abgeordneter des Hessischen Landtages.

## Ausbildung und Beruf
Heiner Hofsommer studierte nach dem Abitur 1966 und dem Wehrdienst von 1969 bis 1973 an der Justus-Liebig-Universität Gießen. Danach war er Lehrer, Rektor und Schulamtsdirektor. In dieser letzten Funktion war er von 1990 bis 1993 persönlicher Berater des Thüringer Kultusministers.
2002 wurde Hofsommer wegen angeblich ausländerfeindlicher Aussagen im Unterricht als Schulleiter der Jahnschule Hünfeld an das Schulamt Fulda abgeordnet. Ein diesbezügliches Ermittlungsverfahren wegen des Verdachts der Volksverhetzung wurde eingestellt. Der Tatbestand sei durch widersprüchliche Zeugenaussagen anwesender Schüler nicht zu klären gewesen. Auch rechtlich habe Hofsommers Bemerkung „Neger gehören nicht nach Amerika“ eine „Störung des öffentlichen Friedens im Sinne eines Angriffes auf die Menschenwürde konkreter Bevölkerungsgruppen“ nicht erfüllt. Am 31. Dezember 2002 ist er auf eigenen Antrag in den Vorruhestand versetzt worden.
Von 2004 bis 2005 war er an der Privatschule Swakopmund in Namibia tätig. Danach hielt er Vorträge in China. 2011 wurde er Ehrendirektor einer Hochschule in der Provinz Henan. Im selben Jahr gründete er das Beratungsunternehmen HH – Management Consulting.

## Politik
Heiner Hofsommer war Mitglied in der CDU und ab 1984 Fraktionsvorsitzender im Kreis Hersfeld-Rotenburg. Hofsommer rückte am 20. November 1990 für den Abgeordneten Jochen Lengemann in den 12. und am 15. Juli 1993 für Manfred Kanther in den 13. Hessischen Landtag als Abgeordneter der CDU nach (bis 1995).
1997 trat er wegen einer von ihm konstatierten „schleichenden Sozialdemokratisierung der CDU“ aus der Partei aus und wurde Gründungsmitglied des Bundes freier Bürger (BfB). Im Januar 1999 war Hofsommer Direktkandidat des BfB für die Landtagswahl. Zuletzt war er Vorsitzender des BfB für Nordhessen.
Anfang 2002 führte Hofsommer Gespräche mit Ronald Schill, um beim Aufbau des hessischen Landesverbandes der Partei Rechtsstaatlicher Offensive behilflich zu sein.
Hofsommer war eines der 7000 Gründungsmitglieder der Alternative für Deutschland.

## Schriften (Auswahl)
- Mißstände in Bildung, Erziehung und Politik: Ein Plädoyer gegen Blindheit und Feigheit – für eine Leitkultur in Deutschland. Aton Verlag, Unna 2000. ISBN 3-9804186-8-5
- Die Pisa-Pleite. Aton Verlag, Unna 2003. ISBN 3-9807644-7-8
- Meilensteine der deutschen Geschichte: Ein Leitfaden für die im Geschichtsunterricht Zukurzgekommenen. Edition Vademekum, Straelen 2007. ISBN 978-3-937129-41-9